# RFC Seraing
Der RFC Seraing (nicht zu verwechseln mit dem RFC Lüttich) ist ein ehemaliger belgischer Fußballverein aus Seraing in der Provinz Lüttich.

## Geschichte
Der Verein wurde 1900 als FC Seraing gegründet. 1904 wurde der Verein offiziell am belgischen Verband  angemeldet. 1928 fusionierte der Verein mit dem FC Beausejour und hieß von nun an Royal FC Seraing. Von 1982 bis 1987 sowie von 1993 bis 1996 spielte der Verein in der höchsten belgischen Liga. Die beste Platzierung in der ersten Division gelang dem Club in der Saison 1993/1994, in dem man als Aufsteiger auf Anhieb Platz 3 erlangte, was zur Qualifikation für den UEFA-Pokal 1994/95 führte. Allerdings schied man bereits in der ersten Runde gegen Dynamo Moskau aus. 1994 wurde auch der offizielle Name in RFC Seraing umbenannt. Zwei Jahre später musste der Verein aufgrund finanzieller Probleme seinen Spielbetrieb aufgeben und fusionierte mit Standard Lüttich.
1996 wurde ein neuer Club namens RFC Seraing-RUL gegründet, der dann im Jahr 2013 zu RFC Sérésien umbenannt wurde. In 2014 fusionierte er mit dem Football Club Charleroi. Der durch die Fusion entstandene Verein wurde dann in Racing Club Charleroi-Couillet-Fleurus umbenannt, und der Sitz nach Charleroi verlegt.
Im Jahr 2015 musste sich der Verein einem FIFA-Verfahren stellen, da möglicherweise Spieler-Transferregeln mit Hilfe des maltesischen Sportrechtevermarkter Doyen Sports gebrochen worden waren. Er wurde zu einer Strafe von 150.000 CHF und vier Jahren Transfersperre verurteilt, was aber in einer Revision rückgängig gemacht wurde.  Der Vorgang wurde noch mehrmals am CAS und am Brüssel Berufungsgericht verhandelt, da es um prinzipielle Regelungen im Bezug auf Eigentumsrechte Dritter (TPO) ging.

## Trainer
- Georges Heylens (1983–1984)
- René Taelman (1983–1984)
- Léon Semmeling (1986–1987)
- Dominique D’Onofrio (1990–1991)
- Georges Heylens (1993–1995)
- Marc Grosjean (2008)
- Alexandre Czerniatynski (2015)

## Spieler
- Nico Claesen (1978–1984)
- Marc Grosjean (1978–1989)
- Jens Jørn Bertelsen (1982–1984)
- Jules Bocandé (1982–1984)
- Axel Lawarée (1985–1991) Jugend, (1991–1996) Spieler,
- Michaël Goossens (1989–1990) Jugend
- Lars Olsen (1992–1994)